# Vecchio
Vecchio (Italiano: [ˈvɛkkjo]; plural vecchi, que significa "velho"), é uma categoria de personagens masculinos idosos da commedia dell'arte italiana. Os principais membros deste grupo são Pantalone, Il Dottore e Il Capitano. Pantalone e Il Dottore são o alter ego um do outro, Pantalone sendo o decadente comerciante rico, e Il Dottore sendo o decadente erudito.
Eles são os antagonistas, opondo-se ao amor dos innamorati; o final cômico é produzido quando os zanni conseguem superá-los e unir os amantes.